# Albatros (gruppo musicale)
Gli Albatros sono stati un gruppo musicale italiano, fondato nel 1974 da Toto Cutugno dopo le esperienze prima in Ghigo e i Goghi e poi in Toto e i Tati (con cui nel 1970 aveva partecipato ad Un disco per l'estate).

## Storia del gruppo
Dopo aver ottenuto un contratto discografico con la Carosello e la produzione di Vito Pallavicini, nel 1975 pubblicano il loro primo disco importante, Africa che ha un buon successo soprattutto in Francia e che in seguito entra a far parte del repertorio solista di Cutugno.
Nel 1976 si classificano al terzo posto al Festival di Sanremo con Volo AZ504, che nella versione incisa vede in veste di voce recitante Silvia Dionisio. Il brano fortemente antiabortista (lei lascia lui perché l'ha indotta ad abortire e parte con il volo del titolo) crea polemiche in un periodo "caldo" come gli anni settanta (due anni dopo in Italia l'IVG verrà legalizzata dalla legge n. 194/1978) ma si rivela ugualmente un successo internazionale.
L'anno successivo (dopo l'ingresso in formazione dell'intera sezione fiati di un altro complesso della stessa casa discografica, i Palladium) bissano la partecipazione sanremese con Gran Premio, che narra le sensazioni di un pilota che cerca di tranquillizzare la propria compagna circa il suo spericolato lavoro. Il brano fu scritto da Cutugno ispirandosi alla vera storia di un suo amico pilota di Formula 3, che ebbe un grave incidente. Incidono inoltre Oui-bon d'accord, un brano strumentale con coro di voci femminili che sarà utilizzato come sigla del programma televisivo a carattere calcistico Eurogol.
Nel 1978 il gruppo si scioglie. Toto Cutugno intraprende la fortunata carriera solista, partecipando come autore allo Zecchino d'Oro nel 1987 e nel 1998, mentre Mario Limongelli fonda qualche anno dopo la casa discografica NAR International e Losito e Trama continuano la carriera musicale come session man. Massimo Viganò, membro della prima formazione, si esibisce tuttora con altri musicisti usando la denominazione Albatros.

## Formazione
- Toto Cutugno: voce, chitarra, pianoforte
- Lino Losito (Laterza, 13 febbraio 1948): chitarra
- Luigi (Gigi) Tonet (Milano, 9 novembre 1950): tastiere, synth (dal 1974 al 1976)
- Roberto Cutugno: batteria
- Mario Limongelli (Spinazzola, 11 ottobre 1950): tastiere
- Nicola Cricelli (Roccella Ionica, 11 marzo 1954): batteria
- Giuseppe Pietrobon (Milano, 10 aprile 1949): basso
- Mau Cristiani (Milano, 30 settembre 1952): chitarra, cori
- Paolo Grassi (Napoli, 3 ottobre 1947): sax, flauto, clarinetto
- Massimo Viganò (Milano): chitarra, cori (dal 1974 al 1976)
- Silvano Calefato (Milano, 1952): chitarra, percussioni (dal 1977)
- Gianangelo Calefato (Milano, 29 maggio 1948): sax, tastiere (dal 1977)
- Pietro Cardazzo (Milano, 15 gennaio 1952): tromba, percussioni (dal 1977)
- Gilberto Trama (Viganello, 10 marzo 1947, Erba, 19 aprile 2018): sax, flauto (dal 1977)
- Giulio Caliandro (Taranto, 1952): basso e cori (dal 1979)
- Cesare Capone (Taranto 1952): batteria  (dal 1979)
- Giuseppe Sibilio (Fasano 01-08-1952): sax, flauto, pianoforte, tastiere  (dal 1979)
- Daniele Albarello La Bassée (Francia) 1954:  batteria

## Discografia

### Album
- 1976 – Volo AZ 504
- 1978 – Santamaria de Portugal (pubblicato nei Paesi Bassi)

### Singoli
- 1975 – Africa/Ha-ri-ah (Carosello CI 20397)
- 1976 – Volo AZ 504/Marieneige (Carosello CI 20410)
- 1976 – Nel cuore nei sensi/L'albatros (Carosello CI 20427)
- 1977 – Gran Premio/Gran Premio (strumentale) (Carosello CI 20440)
- 1977 – Stop-Stop Violence/Oui-bon d'accord (Carosello CI 20457)
- 1978 – Santamaria de Portugal/La mia isola (Carosello CI 20461)